# Prodigy (rappeur)
Pour les articles homonymes, voir Prodigy, Albert Johnson et Johnson.
Prodigy, de son vrai nom Albert Johnson, né le 2 novembre 1974 à Hempstead dans l'État de New York, et mort le 20 juin 2017 à Las Vegas, est un rappeur américain. Il était membre, aux côtés de son ami d'enfance Havoc, du duo Mobb Deep, à partir de la fin des années 1980. Il a établi une réputation sans équivoque comme l'un des MCs les plus pointus et les plus succincts du Rap hardcore.

## Biographie
Albert Johnson est né le 2 novembre 1974 à Hempstead, ville de banlieue située dans le comté de Nassau, juste à l'est de New York. Il grandit dans le quartier de Queensbridge, dans l'arrondissement de Queens à New York, puis part vers l'âge de 10 ans à Détroit, enlevé par son père. Sa mère le retrouve et revient à New York en 1985. Il est ensuite envoyé de nouveau à Hempstead chez sa grand-mère. Il est issu d'une famille de musiciens — son grand-père, Budd Johnson, et son grand oncle Keg Johnson ont contribué à l'ère Bebop du jazz. Sa mère, Fatima Johnson, faisait partie du groupe The Crystals.
Prodigy est atteint de la drépanocytose et fait ainsi de longs séjours dans les hôpitaux. Cela le pousse à écrire, composer des morceaux sur sa souffrance quotidienne. Il publie son premier album solo, H.N.I.C. (abréviation de Head Nigga In Charge), le 14 novembre 2000 au label Loud Records,, dans lequel il parle de sa maladie et raconte pourquoi et comment il est devenu dépendant au cannabis et à la morphine. L'album, qui fait participer The Alchemist, Rockwilder et Havoc, atteint la 18e place du Billboard 200. Le 6 novembre 2003, Prodigy est appréhendé à Cohoes, New York, et inculpé pour possession illégale d'arme et de marijuana.
En 2006, avec son groupe Mobb Deep, il signe un album sous le label de 50 Cent, G-Unit Records, le label qui cette année fut le plus vendeur. Il se fait même tatouer « G Unit » sur la main. La suite de son premier album, intitulé H.N.I.C. Pt. 2 chez Voxonic Inc.. À la fin de 2009, son groupe Mobb Deep n'est plus en contrat avec le label G-Unit de 50 Cent.
Prodigy est libéré de prison le 7 mars 2011 après avoir purgé depuis fin 2007 une peine de trois ans et demi au centre pénitentiaire de Rikers Island à New York pour détention illégale d'une arme à feu,. Il publie son autobiographie à sa sortie de prison, My Infamous Life. Il apparaît également comme personnage jouable dans les jeux vidéo Def Jam Vendetta et Def Jam: Fight for NY. L'album H.N.I.C. 3 suit en 2012 et contient le single avec Wiz Khalifa, Co-Pilot. En 2014, Prodigy annonce en avoir terminé avec la publication de mixtapes. À la fin de 2015, le rappeur assigne Universal Music en justice pour usage sans permission de sa musique.
Le 20 juin 2017, hospitalisé à Las Vegas (Nevada) pour une drépanocytose, il meurt d'étouffement, à l'âge de 42 ans. Il est incinéré et ses cendres sont remises à sa famille.

## Discographie

### Albums studio
- 2000 : H.N.I.C.
- 2007 : Return of the Mac
- 2008 : H.N.I.C. Pt. 2
- 2008 : Product of the 80's
- 2012 : H.N.I.C. 3
- 2012 : The Bumpy Johnson Album
- 2017 : Hegelian Dialectic (The Book of Revelation)[20]

### Albums collaboratifs
- 2013 : Albert Einstein (avec The Alchemist)[21]

### EP
- 2011 : The Ellsworth Bumpy Johnson EP

### Mixtapes
- 2000 : H.N.I.C Mixtape Part 1
- 2003 : Closed Session (avec Illa Ghee)
- 2010 : Ultimate P Part.2
- 2012 : H.N.I.C. 3: The Mixtape

### Compilations
- 2008 : From the Beast
- 2009 : Ultimate P
- 2014 : The Most Infamous